# Caer Castell
Caer Castell är ett slott i Storbritannien.   Det ligger i kommunen Cardiff och riksdelen Wales, i den södra delen av landet, 210 km väster om huvudstaden London. Caer Castell ligger 51 meter över havet.
Terrängen runt Caer Castell är platt åt sydost, men åt nordväst är den kuperad. Havet är nära Caer Castell åt sydost.  Närmaste större samhälle är Cardiff, 6,0 km sydväst om Caer Castell. 